# Papež Gregor XVI.
Gregor XVI. (rojstno ime Bartolomeo Alberto Maruno Cappellari), redovnik benediktinski kalmaldulenec, kardinal, papež, * 18. september 1765, Belluno, † 1. junij 1846, Rim. 
Papež Katoliške Cerkve in vladar Papeške države je bil med letoma 1831 in 1846.

## Življenjepis

### Poreklo in mladost
Jernej - s celotnim krstnim imenom Bartolomeo Alberto - se je rodil kot najmlajši od petih otrok 18. septembra 1765 v družinski poletni rezidenci starodavne plemiške družine Capellari v kraju Mussoi, zaselku Belluna. Oče Giovan Battista Cappellari je bil notar, prav tako je bil notar oče njegove žene, ki ji je bilo ime Giulia Cesa. Očetova družina, ki je že stoletje pripadala malomeščanskemu plemstvu, se je v preteklosti odlikovala v izvedenosti v pravu; nekaj članov pa je opravljalo tudi cerkvene službe.  Družina Cappellari, poznana v mestu od srede 16. stoletja, je sodelovala v mestnem svetu že od 1670..
Osnovno izobrazbo mu je podajal belunski kanonik G. Carrera; ko je imel petnajst let, je njegova sestra Caterina vstopila v samostan cistercijank, kar je tudi njega spodbudilo k meniškemu življenju.

### Cerkveni vzpon
Tako je 23. avgusta 1783 vstopil samostan kamaldulencev San Michele di Murano pri Benetkah na otoku Murano. Privzel si je redovno ime brat Mavro. Leta 1786 je napravil redovne zaobljube. Od 1790 je v istem samostanu poučeval filozofijo in naravoslovje.
1787 je prejel duhovniško posvečenje. 

#### Zmagoslavje Svetega sedeža
Cappellarij je 1795 odšel za vrhovnega pravobranilca reda v Rim, kjer je spremljal širjenje idej francoske revolucije, ki so se širile po Evropi vse do prestolnice katoliškega sveta. Prepričan je bil, da sta protestantizem – in janzenizem s slabitvijo in spodkopavanjem papeževega ugleda tlakovala pot uspehom prekucije. Na tej predpostavki je zgradil svoje delo Il trionfo della Santa Sede e della Chiesa contro gli assalti de' novatori combattuti e respinti colle loro stesse armi  
To delo je zasnoval že 1789, pripravil 1796, vendar ga je objavil v Rimu šele leta 1799. Sam pravi, da so delo sobratje in sodobniki opazili šele, ko je on postal papež. 

#### Kardinal in predstojnik
21.marca 1825 je bil povzdignjen v kardinala in pectore. 13. marca 1826 je papež objavil javno to imenovanje in je bil imenovan za kardinala-duhovnika pri San Callisto. 
1. oktobra 1823 je bil imenovan za prefekta Družbe za širjenje vere. 
Leta 1823 je postal vrhovni predstojnik reda.

## Papež
2. februarja 1831 je bil v konklavu izvoljen za papeža. 6. februarja istega leta je prejel škofovsko posvečenje.

### Napeteevropskerazmere
Cela Evropa se je po Napoleonovih vojnah začela vedno bolj deliti na narodnostni osnovi. V Italiji so tozadevno gibanje imenovali risorgimento, kar pomeni ponovno vstajenje ali prebujenje ter zaznamuje dobo po Napoleonovem porazu. Takrat so se 1815 zbrali zmagovalci na Dunajskem kongresu, kjer so vzpostavili prejšnje ravnotežje sil, vendar niso ponudili času primernih preureditev. Prevratniške ideje pa niso zamrle in njihovi italijanski nosilci so pričakovali zlasti osvoboditev od avstrijskega gospostva na severu in španskega na jugu. Vodstvo tega združevalnega gibanja so prevzeli Savojci, ki so imeli za središče svojega delovanja piemontski Turin. 
V tem času se je vedno bolj krepilla težnja po združitvi Italije, ki jo je pravzaprav spodbudil že Napoleon, ko je zedinil vse italijanske državice vključno s Papeško, in se je to nadaljevalo tudi po drugih delih Evrope. Po eni strani je zadal smrtni udarec Svetorimskemu cesarstvu z ustvarjanjem najprej od Francozov odvisne, po njegovem padcu pa stvarno ustanovljene Nemške zveze, ki pa je bila najprej pod vodstvom Avstrije, po drugi strani pa pod vedno večjim vplivom od z vojaškimi osvajanji okrepljene Prusije. 
V tem pogledu je Gregor XVI. čvrsto zagovarjal stališče o zemeljski in duhovni oblasti papeža in njegovih pravicah, ki jih je najprej osporaval Napoleon z uničenjem Cerkvene države, nato pa tudi italijansko preporodno gibanje Risorgimento, katerega prav zato ni podpiral, čeprav mu je v začetku bil naklonjen. Papež takrat ni bil le duhovni voditelj krščanstva, ampak tudi zemeljski vladar Papeške države, ki jo je pridobil nazaj skoraj v celoti po Napoleonovem padcu: obdržala pa se je lahko le s pomočjo tujih čet. Gre torej za sovpadanje dveh različnih ravni: zemeljske in nadzemeljske. 
V srednjem veku je njuno medsebojno povezanost izražala zamisel o dveh mečih in sta bili oblasti priznani od vladarjev ter bolj ali manj uravnoteženi. V novem veku pa so se razmere začele hitro nagibati v korist zemeljske oblasti, toda ne papeževe. Sodobne države in njihovi vladarji so pod vplivom razsvetljenstva uveljavljali vse večjo neodvisnost od Katoliške Cerkve, obenem pa si prisvajali vedno večji vpliv in oblast ne le na posvetnem, ampak tudi na duhovnem območju in so tako vedno bolj posegali tudi v čisto cerkvene zadeve. V Franciji se je to izražalo v zagovarjanje "galikanskih členov", v Avstriji pa je to do skrajnosti pritiral jožefinizem. To teženje je doseglo na svetovni ravni na cerkvenem področju vrhunec z zatrtjem Družbe Jezusove (1773), ki je bila pravzaprav največja podpora in obramba papeštva in Cerkve. Na posvetnem področju pa je to nezadovoljstvo izbruhnilo in bilo gnano do skrajnih posledic v Francoski revoluciji (1789), ki je nekaj let pozneje surovo pometla - vsaj začasno - tako s posvetnimi kot cerkvenimi tisočletnimi ustanovami. 
Tako idejam Francoske revolucije kot tudi Risorgimenta so bili skoraj vsi sodobni papeži sicer naklonjeni; ko so se pa gibanja otela nadzoru in se usmerila zoper koristi Cerkve, pa tudi zoper njeno versko in nravno učenje, so najprej francoski revolucionarji, nato pa tudi italijanski nacionalisti postali nepomirljivi nasprotniki Cerkve, zlasti pa papeške posvetne oblasti. V Franciji je dosegel vrhunec surovosti Robespierov teror, medtem ko je italijansko liberalno gibanje kmalu zdrsnilo v maščevalni iredentizem in fašizem. 
Kljub temu torej, da so bili vsi takratni papeži Italijani, so prav vsi - začenši od Pija VI. pa vse do Pija IX. in poznejši, vztrajali v teženju in zahtevi, da njihovo duhovno poslanstvo obsega ne le pripadnike enega naroda, ampak prav vse katoličane po vesoljnem svetu. Zato so odklanjali politično vodstvo, ki jim ga je italijansko nacionalno-liberalno gibanje sprva ponujalo. Bolj zapleteno in nejasno od papeževe duhovne vloge je tako vedno bolj postajalo skoraj nerešljivo vprašanje njegove zemeljske oblasti, ki se je zadovoljivo rešilo šele z Lateranskimi sporazumi (1929), za katerega sta najbolj zaslužna Pij XI. in Mussolini. 
V času po 1870 je papežu, ki je popolnoma izgubil zemeljsko oblast na področju Papeške države in je svojevoljno postal Vatikanski jetnik (1870) - ki se ni več premaknil iz Vatikana, ostalo le duhovno poslanstvo, ki torej nikoli ni bilo omejeno le na eno države ali na en narod, ampak se je raztezalo slej ko prej na vesoljni svet z nepričakovanim in edinstvenim paradoksom: bolj ko je pešala papeška zemeljska moč, toliko bolj sta rastla duhovna moč in vplivnost papeštva. 
Papež Gregor XVI. je ostajal še vedno na srednjeveškem načelu o oblasti dveh mečev, ki pa ni imelo več nobene moči na svetovnem ali evropskem območju, pa ga je zato uveljavljal - tudi s silo - le na področju Papeške države. Dosledno je bil zvest stalnemu cerkvenemu učenju, da je papež duhovni voditelj vseh narodov. Ko si ga je italijanski risorgimento hotel prisvojiti za voditelja pri zedinjenju Italije, in je to odklonil, se je prejšnje navdušenje liberalnih krogov spremenilo v odkrito in nepomirljivo sovraštvo. To se je začelo že pod Gregorjem, vrhunec pa doseglo pod Pijem IX.

### Izvolitev
2. februarja 1831, po petdesetdnevnem papeškem konklavu, je bil za naslednika papeža Pija VIII. (1829–30) izvoljen Cappellari prav nepričakovano. Na njegovo izvolitev je vplivalo dejstvo, da se je izvolitvi najbolj verjetnega kandidata, kardinala Giustinianija, postavil po robu veto španskega kralja Ferdinanda VII. 
Po tem vetu je prišlo do zastoja med drugima dvema glavnima kandidatoma, De Gregorijem in Paccom. Kardinale je končno spodbudilo k hitri odločitvi sporočilo parmskega vojvoda, da bo na severu Papeške države izbruhnil upor.
Da bi prišli iz slepe ulice, so se kardinali hitro odločili za Cappellarija, ki pa ni tako kmalu dosegel potrebnih triinosemdeset glasov, ko je bila končno dosežena kanonično zahtevana dvotretjinska večina.

### Papeževanje

#### Kot posvetni vladarPapeške države
Že takoj na začetku svojega vladanja je moral doživeti izgon svojih uradnikov iz različnih mest, ko so oborožene tolpe, ki so dobivale podporo iz Francije, zahtevale, da se odpove zemeljski oblasti. V teh brezizhodnih razmerah mu je pomagala Avstrija, ki je dvakrat zatrla upor: 1831 in 1832.
Leta 1843 je ponovno izbruhnila revolucija, ki jo je vodil Mazzini, a so ga papeški vojaki premagali. Potem so širili nezadovoljstvo med kmečkim prebivalstvom, pa tudi med nižjo duhovščino, kjer je bil najbolj uspešen Gioberti,  ki je brenkal na narodnostni ponos govoreč »O moralnem in državljanskem prvenstvu Italijanov« ("Del primato morale e civile degli Italiani" – 1843).
Ta revolucija od spodaj je našla pomoč pri tisti od zgoraj. Avstrija je namreč z zadušitvijo revolucije in vkorakanjem svojih čet v Papeško državo spodbudila ljubosumje Francije. Ko so Avstrijci prvič vstopili v državo, je francoski kralj Ludvik Filip oporekal; ko pa so vkorakali drugič, si je Francija prilastila Ancono in jo držala zasedeno v nasprotju s pogodbo (1832-38), vse dokler Avstrija ni umaknila svojih krdel. 
Velike sile so papežu leta 1831 v memorandumu predlagale nekatere reforme, npr. obsežno pomilostitev upornikov, sprejem laikov v vse državne urade, vzpostavitev volilne monarhije… Gregor XVI. je res uvedel nekatere novosti, ki so se mu zdele smotrne; a verjetno premalo, da bi zadovoljil ljudstvo in tudi dobronamerno pokroviteljstvo velikih sil.
Pro Urbe
1. Cerkvene dohodke in izdatke je na novo preuredil, kakor tudi sodišča; uvedel je novo civilno zakonodajo, od katere niso bile izvzete niti cerkvene osebe – za vse je veljala stroga pravičnost. Uporniški voditelji so bili izvzeti iz splošne pomilostitve.
2. Prizadeval si je polepšati središče krščanstva. Ponovno je odprl Univerzo in ji priskrbel dobre učitelje; bil je navdušen pokrovitelj izkopavanja in raziskave rimskih starin.
3. Gregor XVI. se je tudi kot papež držal strogih pravil kamaldulenskega reda, katerega general je bil. Rimljani so v njem častili urejenega in strogega človeka, prevratniki pa so ga sovražili.[20]

Pro Orbe
1. Gregor je bil branilec prave vere. Njegove okrožnice proti razsvetljenstvu, proti verski brezbrižnosti, proti strpnosti do vseh zmot, tudi najbolj pogubnih, proti prevratniškemu duhu svojega časa so ostre in odločne. Škofe na Poljskem in v Belgiji je svaril pred prevelikim vmešavanjem v politiko. Obsodil je nekatere stavke, ki jih je učil goreči francoski duhovnik in redovni ustanovitelj Lamennais FICP, ki je šel s časov vštric in je menil, da so nekatere sodobne postavke sprejemljive in celo dobrodošle tudi za katoličane, tako na primer o svobodi vesti, govora in tiska, kakor tudi splošne demokratične pridobitve, ki so omogočile vernim laikom tudi politično delovanje.[21] Papež je zavrnil protestantom bolj naklonjeno prakso glede mešanih zakonov, ki jo je dovoljeval kölnski nadškof Spiegel.
2. Gregor je bil odločen in strog vladar. Objavil je okrožnico, v kateri je strogo prepovedal trgovino s sužnji. Po zgledu svojih prednikov je tudi on zagrozil z izobčenjem vsem tistim, ki bi sodelovali pri trgovini s sužnji ali na kakršenkoli način podpirali suženjstvo. Značilno je, da je to pismo bilo prebrano na 4. pokrajinski sinodi v Baltimoru 3. decembra 1839, saj so v uveljavljanju suženjstva bile na prvem mestu v Ameriki ZDA.

Obenem je bil papež nepopustljiv do izkoriščanja delavcev, tudi na lastnem ozemlju; zlasti pa ni trpel hujskačev in prevratnikov, posebej pa še njihovih voditeljev.
1. Z apostolsko odkritostjo se je soočil z ruskim cesarjem Nikolajem I. zaradi njegovega preganjanja katoličanov in mu resno govoril na njegovo vest, ko je bil v Rimu. Carja je opozoril na Sodnika, ki ga bo sodil v posmrtnem življenju, in ki se bo nekega dne maščeval njemu in njegovemu cesarstvu zaradi preganjanja katoličanov v Rusiji. Veličasten videz in moški značaj ostarelega papeža sta carja tako globoko pretresla, da je od avdience kar pobegnil.
2. Gregor XVI. je ustanavljal nove škofije in vikariate. Znal je sprejeti med škrlatnike ugledne može. Med temi sta bila tudi jezikovni čudež kardinal Mezzofanti (†1849) ter veliki poznavalec zgodovine in antike Angelo Mai (†1854). Gregor je sodeloval tudi pri obnovi in prezidavi Cerkve sv. Pavla.
3. V Evropi so bili sklenjeni konkordati: 1834 z Neapljem, 1836 s Sardinijo in 1841 z vlado v Švici (St. Gallen). Poleg tega so bile države, kot so Prusija, Rusija, Španija, Portugalska, Belgija, Švica, Francija in Anglija, predmet njegove najpozornejše pastoralne skrbi. Skratka: Gregorja XVI. so po eni strani ljubili dobri, po drugi strani pa sovražili hudobni.[22]

## Dela
- »Documenta Catholica Omnia« (v latinščini). Cooperatorum Veritatis Societas. Pridobljeno 6. decembra 2011.

### Papeške okrožnice
| 1.  | Quel Dio               |  | Zahvala za odkritje in zadušitev zarote               | 5. april 1831      |
| 2.  | Summo iugiter studio   |  | O mešanih krščanskih zakonih                          | 27. maj 1832       |
| 3.  | Cum primum             |  | O državljanski pokorščini                             | 9. junij 1832      |
| 4.  | Mirari vos             |  | O svobodomiselnosti in verski brezbrižnosti           | 15. avgust 1832    |
| 5.  | Quo graviora           |  | Kristjani ne smejo sodelovati v prostozidarskih ložah | 4. oktober 1833    |
| 6.  | Singulari nos          |  | O zmotah v spisih duhovnika Lammenais-a               | 25. junij 1834     |
| 7.  | Commissum divinitus    |  | Odnos med Cerkvijo in državo                          | 17. maj 1835       |
| 8.  | In supremo apostolatus |  | Bog prepoveduje suženjstvo                            | 3. december 1839   |
| 9.  | Probe nostis           |  | Širjenje prave katoliške vere                         | 18. september 1840 |
| 10. | Inter praecipuas       |  | Prepoved branja neodobrenih prevodov svetega pisma    | 8. maj 1844        |
| 11. | Quas vestro            |  | Mešani zakoni zlasti na Ogrskem                       | 30. april 1841     |

Med njimi je bila najpomembnejša okrožnica  In supremo apostolatus iz leta 1839, ki je v duhu učenja svetega pisma, cerkvenega učiteljstva in zlasti papežev ponovno obsodila suženjstvo kot zločin nad človeškim dostojanstvom in sramoto za človeštvo, ki pa je še vedno obstajalo – med drugim zlasti v južnih državah ZDA. Zato je značilno, da je bila prebrana prvič v ameriškem Baltimoru.
Papež je dal podporo za ureditev katoliške hierarhije v ZDA.
Svoje mnenje o svobodi tiska, vesti in o ločitvi Cerkve od države in o drugih vprašanjih je strnil v enciklikah Mirani vos in Singulari nos, kjer prepoveduje katoličanom sodelovanje v tajnih prostozidarskih društvih (Quam graviora). Bil je povezan z sveto alianso. Spodbujal je organiziranje katoliške hierarhije v ZDA. 
Opazno je, da kar dve pomembni okrožnici:  Summo iugiter studio iz leta 1832 in Quas vestro iz 1841 govorita o mešanih zakonih. Slovesna poroka je bila možna le, kadar je bila zagotovljena katoliška vzgoja vseh otrok. V zvezi s tem je prihajalo tudi do napetosti. Katoličane v Nemčiji je dvignil na noge zlasti »Kölnski primer”. 20. novembra 1837 je pruska vlada zaprla kölnskega nadškofa Clemensa Vischeringa; razlog je bil njegovo dosledno izvajanje papeških smernic, ki pa jih vlada ni dovolila javno objaviti; izdala je v zvezi s tem vprašanjem svoje lastne smernice, ki pa so se precej razlikovale od papeških. Zato je papež Gregor XVI. kmalu nato slovesno in javno oporekal ter podprl nadškofa pri njegovem ravnanju. Nadškof je ostal v zaporu, pozneje v priporu, skozi več let. Na koncu je bil izpuščen in je v miru umrl, občudovan od vernikov ter obdan s sijajem spoznavalca. To je spodbudilo samozavest nemških katoličanov, da so se začeli potegovati za svoje pravice in ustanavljati javna društva - sicer vsa z verskimi imeni, vendar so delovala tudi politično. 
Svoje mnenje o svobodi tiska, vesti in o ločitvi Cerkve od države in o drugih vprašanjih je strnil papež v enciklikah Mirari vos in Singulari nos. 
Bil je povezan z Sveto zvezo; njena krdela so brzdala nemire, ki so večkrat razburkali tudi Papeško državo.

## Smrt in spomin
20. maja 1846 je začutil, da mu peša zdravje. Nekaj dni pozneje je zbolel za obraznim erizipelom. Najboljše zdravilo je danes penicilin ali drugi antibiotiki, ki pa so jih odkrili šele sredi 20. stoletja. Takrat ga torej niso mogli pozdravit. Sprva napad ni bil hud, 31. maja pa so mu moči nenadoma popustile; ker ni obstajalo ustrezno zdravilo so navzoči bili prepričani, da se mu bliža konec.
Gregor XVI. je umrl 1. junija 1846 ob 9.15 v starosti 80 let. Tisto jutro mu je podelil maziljenje podzakristan Agostino Proja. Po pogrebu je bil pokopan v baziliki svetega Petra.
Vladal je kot papež vesoljne Cerkve in vladar Papeške države 15 let in 119 dni.

### Spomin

#### " De balneis Ethruriae"
Malahijeva prerokba imenuje papeža Gregorja XVI. »De balneis Ethruriae« - »Iz etruščanskih toplic«. Papež Gregor XVI. je bil član kamaldulencev, ki so nastali v 13. stoletju v Fonte Buono; mesto se latinsko imenuje Balneum (toplice, kopel) v Etruriji (danes Toskana, Italija). 

#### Prvi papež nadagerotipu
Gregor XVI. je prvi papež, ki je bil ovekovečen na dagerotipu. 
Papež se je med obiskom Tivolija 2. oktobra 1845 želel »udeležiti fizikalnih poskusov z električno svetlobo, električnim telegrafom in elektromehanskim strojem«, ki ga je vodil opat in znanstvenik Vittorio Della Rovere. 
»Predstavil mu je različne dagerotipske izdelke, ki jih je napravil v zadnjih dneh, od katerih je dva posebno izpostavil: eden je predstavljal rove na Monte Catillu, na drugem pa je bil upodobljen čudovit železni obok gospodov Garlandija in Graziosija, ki sta ga postavila v čast Njegovi svetosti. Svojo naklonjenost je kronal, ko je privolil, da se je dal upodobiti, in sicer sam, z domačim škofom, z generalom Družbe Jezusove ter z različnimi knezi in prelati, ki so ga spremljali". Dva dagerotipa, ki prikazujeta papeža, so kasneje večkrat omenjali v posebnih besedilih o fotografiji, vendar arhivsko-muzejski sklad Svetega sedeža ne razpolaga s takimi deli, katerih nahajališče trenutno ni znana in niti ni gotovo, ali še sploh obstajajo.

#### "Bellijev papež" Gregor XVI.
| Giuseppe Gioachino Belli: Er papa Micchelaccio (rimščina) | Giuseppe Gioachino Belli: Il Papa Micchelaccio (italijanski prevod) | Jožef Joahim Belli: Papež Mihelač (slovenski prevod) |
| --- | --- | --- |
| Sai che ddisce2 sta perzica-durasce? “Ho fatto tanto pe’ arrivà ar Papato, Che mmó a la fine che cce sò arrivato Io me lo vojjo gode in zanta pasce. Vojjo bbeve e mmaggnà ssino c’ho ffato: Vojjo dormì cquanto me pare e ppiasce; E ar Governo sce penzi chi è ccapasce, Perch’io nun ce n’ho spicci e ssò Ppilato.„ Lui nun l’ha un cazzo8 er maledetto vizzio De crede che cquer bon Spiritossanto J’abbi dato le chiave pe’ un zupprizzio. E le cose accusì vvanno d’incanto. Mó la pacchia è la sua: poi chi ha ggiudizzio Quanno ch’è ppapa lui facci antrettanto. 14 marzo 1834 | Sai che dice questo uomo robusto? »Ho fatto tanto per arrivare al Papato Che adesso che si sono arrivato Me le voglio godere in santa pace. Voglio bere, mangiare fin che son vivo: Voglio dormire quanto mi pare e piace; E al governo ci pensi che è capace, Perché io non ho spicci e me ne lavo le mani.” Lui non ha affatto il vizio di credere Che quel buono Spirito Santo Gli abbia dato le chiavi per un supplizio. É così le cose vanno d’incanto. Adesso la pacchia è la sua: poi chi ha giudizio quando diventa papa lui faccia altrettanto. 14 marzo 1834 | Ali veste, kaj pravi ta čvrsti možakar? »Veliko sem naredil, da sem prišel do papeštva, ki ga zdaj, ko sem ga dosegel, želim uživati v svetem miru. Želim piti, jesti, dokler bom živ: Želim spati, kolikor hočem; In pomislim, da je moja vlada sposobna, ker nimam drobiža in si umivam roke." Sploh nikakor ne dela napake, da bi verjel, da mu je tisti dobri Sveti Duh Dal ključe za kaznovanje. In tako zadeve gredo v redu. Zdaj je njegovo uživanje: potem po svoji presoji, ko kdo postane papež, naj dela enako. 14. marec 1834 |

### Ocena

#### Nasprotnik novih idej
| Nemški izvirnik | Slovenski prevod |
| --- | --- |
| Gregor ist unfähig zu einer realistischen Sicht der Lage; politisch begreift er seine Zeit nicht. Seine Abneigung gegen aller Neue lässt ihn Ideen wie die Trennung von Staat und Kirche oder Gewissens- und Pressefreiheit verdammen und den Katholiken sogar die Teilnahme an wissenschaftlichen Kongressen verbieten. So untersagt er auf seinen Territorien den Bau einer Eisenbahn (statt frz. chemin de fer nennt er sie »chemin d’enfer«, also Höllenbahn). Er den liberalen Katholizismus von Lamennais verdammt, der 1858 eine liberale Politik und eine Annäherung zwischen Katholizismus und Demokratie weitsichtig befürwortet. | Gregor ni zmožen stvarno presojati razmer; politično ne razume svojega časa. Njegov odpor do vsega novega ga vodi v obsojanje idej, kot je ločitev Cerkve od države ali svoboda vesti in tiska; katoličanom pa celo prepoveduje udeležbo na znanstvenih kongresih. Zato na svojih ozemljih prepove gradnjo železnice (namesto francosko chemin de fer tj. železna cestajo imenuje "chemin d'enfer", tj. peklenska cesta). Obsodi liberalni katolicizem Lamennaisa, ki se je leta 1858 daljnovidno zavzemal za liberalno politiko in zbliževanje med katolicizmom in demokracijo. |

Papežu Gregorju XVI. vendarle zmotno pripisujejo stavek: 
| Chemin de fer (francoski izvirnik) | La ferrovia (italijanski prevod)    | Železnica (slovenski prevod)      |
| ---------------------------------- | ----------------------------------- | --------------------------------- |
| Chemin de fer - chemin d'enfer     | "La ferrovia - la strada d'inferno" | "Železna cesta – peklenska cesta" |

Papež Cappellari načeloma pravzaprav ni bil proti železnicam, ampak preprosto ni omogočil njihove gradnje.  Komisijo za preučevanje možne gradnje železnice v papeški državi je dejansko ustanovil ravno Gregor XVI. že leta 1840,  vendar so se predstavljeni načrti izkazali za neugodne. Pravzaprav država ni imela železa niti premoga virov, ki bi jih bilo treba najti v tujini, niti ni imela potrebne tehnologije. Komisija je ugotovila, da bi bili stroški zelo visoki, zlasti zaradi skromnih rimskih financ.  Gregor XVI. pa je dejal, da bo zagotovo moral njegov naslednik vzeti zadevo v svoje roke. Pij IX. je tako nekaj let pozneje res zgradil eno prvih italijanskih železniških omrežij znotraj Papeške države. Slabe denarne razmere, v katerih je Gregor XVI. zapustil Cerkveno državo, so bile delno posledica ogromnih izdatkov za graditeljska in inženirska dela ter njegovega velikodušnega pokroviteljstva, ki so ga bili deležni Angelo Mai, Giuseppe Mezzofanti, Gaetano Moroni in drugi kulturniki.

#### Ni bil tako slab
| Nemški izvirnik | Slovenski prevod |
| --- | --- |
| Gregor verbessert allerdings die Lebensbedingungen der Juden im Ghetto des Kirchenstaats. Er richtet neue Diözesen in Afrika ein, vermisst Sklaverei und den Sklavenhandel als unchristlich und fordert die Bildung eines eigenes Klerus in den Missionsgebieten. | Papež Gregor izboljšuje življenjske razmere Judov v getu Papeške države. Ustanavlja nove škofije v Afriki; obsoja suženjstvo in trgovino s sužnji vidi kot nekrščansko in poziva k vzgoji domače duhovščine na misijonskih območjih. |

Kasnejši zgodovinarji so Gregorja XVI. obravnavali očitno bolj spoštljivo kot sodobniki; nikakor pa si ni nakopal njihovega prezira. Res je, da je v političnih vprašanjih pokazal skoraj enako ozkosrčnost kot njegovi neposredni predhodniki; dovolil pa je vsaj neznaten demokratičen napredek. Toda v tem je bil le podoben večini vladarjev svojega časa; sama Anglija, kot je zajedljivo pripomnil (kardinal) Bernetti, je bila raje pripravljena deliti nauke o potrebnih spremembah drugim, ne da bi to isto poskusila doma. Gregor je verjel v samodržnost, saj niti njegova nagnjenja niti njegove izkušnje niso bile naklonjene večji politični svobodi. Verjetno je politika njegovih predhodnikov otežila spremembe, ki bi učinkovito zavrle vedno bolj naraščajoče nezadovoljstvo in prevratniško razpoloženje (ki je izbruhnilo na dan z vso silo pod njegovim naslednikom Pijem IX).